# Crkvenoslavenski jezik
Crkvenoslavenski jezik (ISO 639 identifier: chu; bul. Църковнославянски език) je prvi književni jezik Slavena. To je ujedno jezik u kojem su napisani najstariji slavenski prijevodi bogoslužnih knjiga iz grčkog jezika već u drugoj polovici 9. stoljeća. Crkvenoslavenski jezik nije služio za međusobno sporazumijevanje među slavenskim narodima te nije predstavljen kao nacionalan među bilo kojim slavenskim narodom. 
Crkvenoslavenski jezik je u biti umjetna jezikovna tvorba, stvorena za potrebe srednjovjekovnog bogoslužja, ali je okvire svoje prvotne uloge ubrzo prerastao i s vremenom postao jezik znanosti i svjetovne književnosti uglavnom pravoslavnog dijela slavenskog naroda. Književne norme jezika mijenjane su ovisno o aktualnim političkim kretanjima i utjecaju govora lokalnih slavenskih naroda iz smjera juga pa prema istoku Europe.

## Vanjske poveznice
- The oldest literary language of the Slavs. (eng.)
- Biblija na crkvenoslavenskom (Wikizvor), (PDF)  Arhivirana inačica izvorne stranice od 16. srpnja 2019. (Wayback Machine), (iPhone), (Android)
- Starohrvatski rječnik.  Arhivirana inačica izvorne stranice od 16. prosinca 2010. (Wayback Machine)